# Władysław Stecyk
Władysław Stecyk (* 14. července 1951 Radów, Polsko) je bývalý polský zápasník, volnostylař. V roce 1980 vybojoval na olympijských hrách v Moskvě stříbrnou medaili v kategorii do 52 kg. V roce 1976 na hrách v Montrealu vybojoval šesté místo a v roce 1988 v Soulu vypadl v pátém kole.